# Список губернаторов Миссури

## Губернаторы территории Миссури
| № | Изображение | Губернатор       | Занял пост     | Покинул пост     | Назначил       |
| - | ----------- | ---------------- | -------------- | ---------------- | -------------- |
| 1 |             | Бенджамин Говард | 17 апреля 1810 | 31 октября 1812  | Джеймс Мэдисон |
| 2 |             | Уильям Кларк     | 1 июля 1813    | 18 сентября 1820 | Джеймс Мэдисон |

## Губернаторы штата Миссури
| №  | Изображение | Губернатор         | Занял пост       | Покинул пост     | Партия                         |
| -- | ----------- | ------------------ | ---------------- | ---------------- | ------------------------------ |
| 1  |             | Александер Макнейр | 17 апреля 1810   | 15 ноября 1824   | Демократическо-республиканская |
| 2  |             | Фредерик Бейтс     | 15 ноября 1824   | 4 августа 1825   | Демократическо-республиканская |
| 3  |             | Авраам Уильямс     | 4 августа 1825   | 20 января 1826   | Демократическо-республиканская |
| 4  |             | Джон Миллер        | 20 января 1826   | 19 ноября 1832   | Демократическая                |
| 5  |             | Даниел Данклин     | 19 ноября 1832   | 30 сентября 1836 | Демократическая                |
| 6  |             | Лилберн Боггс      | 30 сентября 1836 | 16 ноября 1840   | Демократическая                |
| 7  |             | Томас Рейнольдс    | 16 ноября 1840   | 9 февраля 1844   | Демократическая                |
| 8  |             | Мередит Мармадьюк  | 9 февраля 1844   | 20 ноября 1844   | Демократическая                |
| 9  |             | Джон Эдвардс       | 20 ноября 1844   | 20 ноября 1848   | Демократическая                |
| 10 |             | Остин Кинг         | 20 ноября 1848   | 3 января 1853    | Демократическая                |
| 11 |             | Стерлинг Прайс     | 3 января 1853    | 5 января 1857    | Демократическая                |
| 12 |             | Трастен Полк       | 5 января 1857    | 27 февраля 1857  | Демократическая                |
| 13 |             | Ханкок Ли Джексон  | 27 февраля 1857  | 22 октября 1857  | Демократическая                |
| 14 |             | Роберт Стюарт      | 22 октября 1857  | 3 января 1861    | Демократическая                |
| 15 |             | Клейборн Джексон   | 3 января 1861    | 23 июля 1861     | Демократическая                |